# Ophemert
Ophemert (51° 51′ N, 5° 23′ L) é uma cidade dos Países Baixos, na província de Guéldria. Ophemert pertence ao município de Neerijnen, e está situada a 5 km, a sul de Tiel.
Em 2001, a cidade de Ophemert tinha 1020 habitantes. A área urbana da cidade é de 0.30 km², e tem 389 residências. 
A área de Ophemert, que também inclui as partes periféricas da cidade, bem como a zona rural circundante, tem uma população estimada em 1670 habitantes.